# Asseco Prokom Gdynia
L'Asseco Prokom Gdynia és un club de bàsquet de la ciutat de Gdynia, Polònia. Va ser fundat l'any 1995 i actualment (temporada 2012-2013) juga a la lliga polonesa de bàsquet i a l'Eurolliga de bàsquet.

## Història
L'equip va ser fundat el 1995 amb el nom de STK Trefl Sopot. En la seva primera temporada, l'equip va guanyar la tercera divisió de Polònia i va aconseguir l'ascens a segona divisió. A la temporada 1996-97 i després de guanyar el Grup B de la segona divisió, l'equip va pujar a la màxima categoria del basquetbol polonès, la Lliga polonesa de bàsquet.
El 2003, el Prokom Trefl va disputar la final de la FIBA Champions Cup davant l'Aris de Salònica. Des del 2004, l'equip participa en l'Eurolliga de bàsquet. En la seva primera participació es va convertir en el primer equipo polonès en arribar a la fase Top 16.

## Pavelló
L'Asseco Prokom actualment disputa els seus partits al pavelló Ergo Arena de Sopot/Gdańsk.
- Hala 100-lecia, Sopot (1995–2009)
- Hala Olivia, Gdynia (2000–2009 (Eurolliga))
- Gdynia Sports Arena, Gdynia (2009–2012)
- Ergo Arena, Sopot/Gdańsk (2012–present)

## Palmarès
- 9 vegades campió de la Lliga polonesa de bàsquet: 2003-04, 2004-05, 2005-06, 2006-07, 2007-08, 2008-09, 2009-10, 2010-11, 2011-12
- 4 vegades campió de la Copa polonesa de bàsquet: 2000, 2001, 2006, 2008